# كهروية
كهروية هي قرية في مقاطعة شهرضا، إيران. عدد سكان هذه القرية هو 2,310 في سنة 2006.